# Campeonato Mundial Feminino de Xadrez de 1933
A Campeonato Mundial Feminino de Xadrez de 1933 foi a quarta edição da competição organizada pela FIDE, realizada em Folkestone entre os dias 12 e 23 de julho, junto com as Olimpíadas de xadrez.

## Tabela de resultados
| # | Jogador               | 1   | 2   | 3   | 4   | 5   | 6   | 7   | 8   | Total |
| - | --------------------- | --- | --- | --- | --- | --- | --- | --- | --- | ----- |
| 1 | Vera Menchik          | xx  | 1 1 | 1 1 | 1 1 | 1 1 | 1 1 | 1 1 | 1 1 | 14    |
| 2 | Edith Price           | 0 0 | xx  | 1 ½ | 0 ½ | 1 1 | 0 1 | 1 1 | 1 1 | 9     |
| 3 | Mary Gilchrist        | 0 0 | 0 ½ | xx  | 1 1 | 1 ½ | ½ ½ | 1 ½ | 1 1 | 8½    |
| 4 | Edith Michell         | 0 0 | 1 ½ | 0 0 | xx  | ½ 1 | 1 1 | 0 1 | 1 1 | 8     |
| 5 | Alice Tonini          | 0 0 | 0 0 | 0 ½ | ½ 0 | xx  | 1 1 | 0 1 | 1 1 | 6     |
| 6 | Paulette Schwartzmann | 0 0 | 1 0 | ½ ½ | 0 0 | 0 0 | xx  | 1 ½ | 1 1 | 5½    |
| 7 | D'Autremont           | 0 0 | 0 0 | 0 ½ | 1 0 | 1 0 | 0 ½ | xx  | 1 1 | 5     |
| 8 | Gisela Harum*         | 0 0 | 0 0 | 0 0 | 0 0 | 0 0 | 0 0 | 0 0 | xx  | 0     |

- desistência